# Drayford
Drayford – przysiółek w Anglii, w Devon. Leży 66,7 km od miasta Plymouth, 25,1 km od miasta Exeter i 263,2 km od Londynu. Drayford jest wspomniana w Domesday Book (1086) jako Draheford/Draheforda.